# Девід Кларк (веслувальник)
Девід Кларк (англ. David Clark, 17 листопада 1959) — американський академічний веслувальник.
Срібний призер Олімпійських Ігор 1984 року в складі розпашної четвірки без стернового.
Бронзовий призер Чемпіонату світу 1981 року в складі вісімки.